# Nyhedsbrev
Et nyhedsbrev er en regelmæssigt distribueret publikation om et hovedemne, som har interesse for dets abonnenter. Aviser og flyers er typer af nyhedsbreve.
Elektronisk leverede nyhedsbreve via e-mail (e-nyhedsbreve) har vundet hurtigt frem, af de samme grunde, som er årsag til, at e-mail generelt bliver mere populært end trykt korronspondance.
Mange nyhedsbreve er udgivet af klubber, foreninger, sammenslutninger og virksomheder for at formidle information, som har interesse for deres medlemmer, kunder eller ansatte. Nogle nyhedsbreve er skabt for at tjene penge og solgt direkte til abonnenterne. At sende nyhedsbreve til kunder og kundeemner er en udbredt markedsføringsstrategi, som kan have fordele og ulemper.
Indholdet i et nyhedsbrev er typisk nyheder og kommende events for organisationen, såvel som kontaktinformation for generelle forespørgsler.

## E-nyhedshedsbrev
Et e-nyhedsbrev er et nyhedsbrev udsendt elektronisk via e-mail.
E-nyhedsbreve vinder frem som erstatning for de traditionelle nyhedsbreve. En grund til dette er de lavere distributionsomkostninger.
E-nyhedsbrevets lavere omkostninger har også gjort det muligt for flere at sende nyhedsbreve – det være sig mindre virksomheder med begrænsede økonomiske midler og store virksomheder med en meget spredt kundegruppe, som for eksempel Amazon.com.
Som med traditionelle nyhedsbreve bruges e-nyhedsbrevet typisk af klubber, foreninger, sammenslutninger og virksomheder for at formidle information, som har interesse for deres medlemmer, kunder eller ansatte. Mange e-nyhedsbreve viser også tydeligt deres oprindelse ved rent grafisk at forsøge at ligne et trykt nyhedsbrev.
Der findes i dag moduler til CMSer samt dedikerede e-nyhedsbrev systemer, som gør udarbejdelsen af det enkelte e-nyhedsbrev overkommelig, når først skabelonen for nyhedsbrevet er blevet defineret en gang for alle.
De lave omkostninger forbundet med at udsende et e-nyhedsbreve har gjort, at nogle virksomheder udsender reklame i form af e-nyhedsbreve til et meget stort antal modtagere uden at tage hensyn til, om de ønsker at modtage e-nyhedsbrevet, eller om de kunne have interesse for produktet. Disse udsendelser kaldes populært for spam.